# Santiago Ventura
Santiago Ventura Bertomeu (Burriana, 5 de enero de 1980) es un extenista profesional. Llegó al Top50 ATP entrenando en Equelite JC Ferrero Sport Academy. 

## Títulos (6; 1+5)

### Individuales (1)
| Leyenda                |
| Grand Slam (0)         |
| Tennis Masters Cup (0) |
| ATP Masters Series (0) |
| ATP Tour (1)           |

| N.º | Fecha              | Torneo     | Superficie    | Oponente en la final | Resultado   |
| --- | ------------------ | ---------- | ------------- | -------------------- | ----------- |
| 1.  | 24 de mayo de 2004 | Casablanca | Tierra batida | Dominik Hrbaty       | 6-3 1-6 6-4 |

### Clasificación en torneos del Grand Slam
| Torneo             | 2010 | 2009 | 2008 | 2007 | 2006 | 2005 | 2004 | Títulos |
| ------------------ | ---- | ---- | ---- | ---- | ---- | ---- | ---- | ------- |
| Australian Open    | -    | -    | 1r   | -    | -    | 2r   | -    | 0       |
| Roland Garros      | 1r   | 1r   | 1r   | -    | -    | 1r   | -    | 0       |
| Wimbledon          | 1r   | -    | 1r   | -    | -    | 1r   | -    | 0       |
| US Open            | -    | -    | 1r   | -    | -    | -    | -    | 0       |
| Tennis Masters Cup |      | -    | -    | -    | -    | -    | -    | 0       |

### Dobles (5)
| Leyenda                |
| Grand Slam (0)         |
| Tennis Masters Cup (0) |
| ATP Masters Series (0) |
| ATP Tour (5)           |

| N.º | Fecha                 | Torneo       | Superficie    | Pareja            | Oponentes en la final         | Resultado         |
| --- | --------------------- | ------------ | ------------- | ----------------- | ----------------------------- | ----------------- |
| 1.  | 6 de febrero de 2005  | Viña del Mar | Tierra batida | David Ferrer      | Gastón Etlis Martín Rodríguez | 6-3, 6-4          |
| 2.  | 27 de febrero de 2005 | Acapulco     | Tierra batida | David Ferrer      | Jiri Vanek Tomáš Zíb          | 4-6, 6-1, 6-4     |
| 3.  | 23 de mayo de 2008    | Casablanca   | Tierra batida | Albert Montañés   | James Cerretani Todd Perry    | 6-1, 6-2          |
| 4.  | 10 de enero de 2010   | Chennai      | Dura          | Marcel Granollers | Yen-Hsun Lu Janko Tipsarević  | 7-5, 6-2          |
| 5.  | 9 de mayo de 2010     | Múnich       | Tierra batida | Oliver Marach     | Eric Butorac Michael Kohlmann | 5-7, 6-3, [16–14] |

### Finalista (3)
| N.º | Fecha                    | Torneo          | Superficie    | Pareja            | Oponentes en la final            | Resultado         |
| --- | ------------------------ | --------------- | ------------- | ----------------- | -------------------------------- | ----------------- |
| 1.  | 17 de febrero de 2008    | Costa do Sauipe | Tierra batida | Albert Montañés   | Marcelo Melo André Sá            | 6–4, 2–6, [7–10]  |
| 2.  | 22 de febrero de 2009    | Buenos Aires    | Tierra batida | Nicolás Almagro   | Marcel Granollers Alberto Martín | 3–6, 7–5, [8–10]  |
| 3.  | 26 de septiembre de 2010 | Bucarest        | Tierra batida | Marcel Granollers | Juan Ignacio Chela Lukasz Kubot  | 2–6, 7–5, [11–13] |

### Challengers (4)
| N.º | Fecha                 | Torneo       | Superficie    | Oponente en la final    | Resultado   |
| --- | --------------------- | ------------ | ------------- | ----------------------- | ----------- |
| 1.  | 30 de agosto de 2004  | Freudenstadt | Tierra batida | Jan Frode Andersen      | 6-3 1-6 6-3 |
| 2.  | 18 de junio de 2007   | Milán        | Tierra batida | Victor Hanescu          | 6-3 7-5     |
| 3.  | 29 de octubre de 2007 | Montevideo   | Tierra batida | Marcel Granollers Pujol | 4-6 6-4 6-0 |
| 4.  | 22 de octubre de 2008 | Bucarest     | Tierra batida | Victor Crivoi           | 5-7 6-4 6-2 |

#### Finalista en sencillos (8)
- 2004: Barcelona-2
- 2007: Cherkasy
- 2007: Timisoara
- 2007: Maspalomas
- 2008: Sassuolo (cae ante Frederico Gil)
- 2009: Rabat (cae ante Laurent Recouderc)
- 2009: Barletta (cae ante Ivo Minář)
- 2010: Zagreb (cae ante Yuri Schukin)

### Challengers Dobles (16)
2010 
- Challenger Caltanissetta (ITA) (con David Marrero)

2009
- Challenger Barletta (ITA) (con Rubén Ramírez Hidalgo)
- Challenger Marrakech (MAR) (con Rubén Ramírez Hidalgo)
- Challenger Rabat (MAR) (con Rubén Ramírez Hidalgo)

2008
- Ch Bucharest2 (ROU) (con Rubén Ramírez Hidalgo)

2007
- Challenger Belo Horizonte (BRA) (con Marcel Granollers)
- Challenger Tarragona (ESP) (con Marcel Granollers)
- Challenger Bucharest (ROU) (con Marcel Granollers)
- Challenger Sevilla (ESP) (con Marcel Granollers)
- Challenger Cherkassy (UKR) (con Daniel Muñoz de la Nava)
- Challenger Timisoara (ROU) (con Marcel Granollers)
- Challenger Poznan (POL) (con Marc López)
- Challenger Rimini (ITA) (con Carlos Poch)
- Challenger Córdoba (ESP) (con Fernando Vicente)

2006
- Challenger Barletta (ITA) (con Fernando Vicente)

2005
- Challenger Ginebra (SUI) (con Rubén Ramírez Hidalgo)

2004
- Challenger Bogotá (COL) (con Sergio Roitman)